# Kanryo Higaonna
Kanryo Higaonna (Higashionna) (東恩納 寛量, Kanryō Higaonna, 10 maart 1853 - oktober 1915), ook bekend als "Higashionna West", was een bekend karate meester uit Okinawa. Zijn vechtstijl (Naha-te of Shorei-ryu) zou later de basis vormen voor Goju-ryu karate, die door zijn leerling Chojun Miyagi ontwikkeld werd.

## Familienaam
Zijn familienaam wordt uitgesproken als "Higaonna" in het Okinawaans, en "Higashionna" in het Japans. In meerdere artikelen worden de twee spellingswijzen vaak door elkaar gebruikt. Hij had een oudere neef (5 jaar ouder), genaamd Kanryu Higaonna die in Higashimura leefde. Vanwege de gelijkenis van hun namen werden ze vaak met elkaar verward. Daarom noemde men hem "Higaonna West", terwijl zijn neef bekendstond als "Higaonna Oost".

## Eerste jaren
Kanryo Higaonna werd geboren in Nishimura, Naha als vierde zoon uit acht kinderen van Kanyo Higaonna. uit een handelsfamilie, wiens handel was het per boot vervoeren van goederen naar het noorden van Okinawa en die daar te verkopen, om vervolgens brandhout terug naar Naha te verschepen. Brandhout was een dure koopwaar in de Riukiu-eilanden. Zijn familie behoorde tot een laagerangs Shizoku klasse bekend als de Chikudun Peichin. Hoewel zijn familie tot de Shizoku behoorde, was zijn familie arm. Daarom kon zijn familie geen aandacht besteden aan de schoolopleiding van Higaonna.
Sinds zijn tweede en derde broers vroeg stierven, en zijn oudste broer erg zwak en ziek was, begon Higaonna op tienjarige leeftijd te werken bij zijn vader. In 1867 stierf zijn vader plotseling als resultaat van een gevecht. Dit schokte de jonge Higaonna zo, dat hij vechtkunsten wou leren om wraak te kunnen nemen voor zijn vaders dood.
In die tijd was het woord karate niet algemeen in gebruik, en de vechtkunsten werden Te ("hand") of Tote ("Tang-dynastie hand") genoemd, soms voorafgegaan door het gebied van oorsprong, zoals Naha-te, Shuri-te, of simpeler Okinawa-te. In die tijd was het beoefenen van vechtkunsten in Okinawa officieel verboden en daarom werd er in het geheim getraind.

## Gevechtstraining
In 1867 begon Higaonna het Monnikvuist Kungfu (Lohan Chuan) te studeren onder Seisho Aragaki, die vloeiend Chinees kon spreken en die een vertaler was aan het hof van de koning van Okinawa. Deze training duurde tot aan september 1870, toen zijn meester Seisho Aragaki vanwege zijn werk naar China moest vertrekken. Voordat zijn meester vertrok, introduceerde hij Higaonna aan meester Taitei Kojo, als degene bij wie Higaonna zijn gevechtstraining kon voortzetten. Taitei Kojo behoorde, net als Seisho Aragaki, tot een afstammeling van Chinese immigranten, die zich in de veertiende eeuw in het dorp Kumemura te Okinawa hadden gevestigd. De familie van Taitei Kojo onderhield nog steeds contacten met China en beschikte in de Chinese stad Fuzhou over een eigen dojo, genaamd de Kojo-dojo.
Op een gegeven moment trad Higaonna in dienst bij Yoshimura Udun Chomei (een Aji of prins), die een vriend van de familie was. Yoshimura Udun Chomei was een eigenaar van een schip, waarmee hij actief was in de theehandel tussen de steden Naha en Fuzhou. Destijds had de stad Naha een actieve haven, waar veel Chinezen en Okinawanen handel met elkaar dreven. Van de handelaren hoorde Higaonna veel verhalen over de vechtkunsten, die in China beoefend werden. Higaonna wou dolgraag naar China om deze vechtkunsten te beoefenen. Met de hulp van Yoshimura Udun Chomei en Taitei Kojo kreeg Higaonna uiteindelijk de toestemming om naar Fuzhou in de Fujian provincie van China te reizen, met het voorwendsel om naar Beijing te gaan als een vertaler voor Okinawaanse ambtenaren. Er zijn gegevens die aantonen dat hij in maart 1873 per boot naar Fuzhou zeilde, alhoewel dit misschien een latere reis naar Fuzhou geweest kan zijn, want de gegevens van zijn leerling Chojun Miyagi geven een eerder jaar van vertrek in 1870 aan.

## China
In Fuzhou werd Higaonna mandenmaker of veerman van beroep en hij spendeerde zijn tijd met het studeren met verscheidene leraren bij de Kojo-dojo. De eerste vier jaar studeerde hij bij meester Wai Xinxian en of meester Iwah. Higaonna trainde daarna onder meester Ru Ru Ko (a.k.a. Ruru Ko, Ryu Ryu Ko, To Ru Ko, or Lu Lu Ko, zijn naam werd nooit geregistreerd omdat Higaonna analfabeet was). Men vermoedt dat Ru Ru Ko's echte naam Xie Zhongxiang was, die de grondlegger van de "Schreeuwende Kraanvogelvuist (Whooping Crane Fist) Kungfu" (ming hequan) was.
Volgens mondelinge overlevering, gaf meester Ru Ru Ko in het begin weinig les aan Higaonna en hield Higaonna zich jaren bezig met huishoudklusjes voor meester. Higaonna werd moedeloos van dit leven en dacht aan weggaan. Zijn situatie veranderde echter, toen hij de dochter van zijn meester redde van verdrinking tijdens een hevige vloed. Als beloning hiervoor smeekte hij zijn meester om hem Kungfu (Chuan fa) te leren. Zijn meester stemde in en Higaonna werd een formele student van zijn meester. Nu leerde hij de diepgaande technieken en geheimen van zijn meesters Kungfu. Higaonna leerde de kata's Sanchin, Saifa, Seiyunchin, Shisoshin, Sanseru, Sepai, Seisan, Kururunfa en Suparinpei. Higaonna trainde vaak zo hard dat zijn heupen en benen zeer deden en er zelfs bloed in zijn urine zat.
Ergens na 1880 keerde Higaonna terug naar Okinawa. Daar ontdekte hij dat Okinawa in rap tempo verjapanst was. Japan had Okinawa volledig geannexeerd en het koninkrijk van Riukiu opgeheven. Ook de Shizoku adelstand op Okinawa, waartoe Higaonna's familie behoorde, was opgeheven. Hij had dus niets aan de geringe opleiding, die hij in China had weten te bemachtigen. Er zat niets anders op dan zijn familiezaak van brandhouthandel voort te zetten. In deze periode werd Higaonna opnieuw erg moedeloos en begon hij veel te drinken. Na enkele jaren zou zijn situatie gelukkig verbeteren.

## Karateleraar
Eind negentiende eeuw bracht de belangstelling van het Japans leger in het karate, een opleving teweeg van deze kunst onder de jongeren van Okinawa. Higaonna begon toen vechtkunsten te onderwijzen op de binnenplaats van zijn ouderlijk huis in Naha. Hij nam de zonen van Yoshimura Udun Chomei aan als zijn leerlingen. Zijn stijl was onderscheiden door de integratie van zowel go-no (harde) als ju-no (zachte) technieken in een systeem. Hij werd zo prominent dat de naam "Naha-te" geïdentificeerd werd met Higaonna's systeem. Zelf noemde hij zijn stijl simpelweg Chuan fa. Later reisde hij verscheidene keren naar China. Zijn laatste bezoek was in 1898 aan Fuzhou, waarbij hij geëscorteerd werd door Yoshimura Chomei en twee van zijn zonen. Volgens de overlevering werd hun schip door de wind van koers afgeblazen naar Zhejiang en moesten zij per land naar Fuzhou reizen met een escort, die door de lokale autoriteiten van Zhejiang werd verschaft.
Begin twintigste eeuw lukte het karatemeester Anko Itosu om de beoefening van karate gelegaliseerd te krijgen bij de Japanse overheid, waarna hij het karate op scholen begon te onderwijzen. In navolging hiervan werd Higaonna in 1905 uitgenodigd om karate te onderwijzen op de Naha Commerciële School door de directeur van die school. Higaonna begon toen bij de school les te geven, terwijl hij zijn karatelessen bij zijn huis bleef voortzetten. De karatelessen, die Higaonna aan zijn beginnende leerlingen gaf, waren langdurig en monotoon. Zijn leerlingen hielden zich in het begin bezig met wat gewichtstraining en de voortdurende herhaling van de kata Sanchin. Veel leerlingen hielden er na verveling ermee op. Zij die volhielden leerden uiteindelijk de basisprincipes van Higaonna's vechtstijl kennen. Higaonna werd erom bekend dat hij woeste leerlingen weigerde en stuurde leerlingen die streken uithaalden direct weg.
Higaonna werd bekend voor zijn krachtige Sanchin kata of vorm, die hij altijd uitvoerde met open handen (nukite) in plaats van gesloten vuisten. Leerlingen vermelden dat na de training de houten vloer nog heet was door Higaonna's grijpen van de vloer met zijn voeten. Higaonna had veel kracht in zijn benen, om die reden noemde men hem soms "Ashi no Higaonna" (benen Higaonna). Verder had Higaonna een voorkeur voor snelle technieken. Als leraar was hij een moeilijke taakmeester, maar in het dagelijks leven was hij een stille nederige man met een deugdzaam karakter. Hij had geen behoefte aan wereldse dingen en leidde een eenvoudig leven, dat gericht was op de studie van vechtkunsten.

## Erfenis
Higaonna heeft verschillende leerlingen gehad, die later invloedrijke meesters van karate werden, zoals Chojun Miyagi (grondlegger van Goju-ryu), Kenwa Mabuni (grondlegger van Shito-ryu), Kohatsu Kyoda (grondlegger van Toon-ryu), Tsuyoshi Chitose (grondlegger van Chito-ryu), Koki Shiroma, Higa Seiko en Shinpan Gusukuma.
Kanryo Higaonna overleed in 1915 op de leeftijd van 63 jaar. Na zijn overlijden werd zijn leerling Kohatsu Kyoda officieel tot opvolger van de stijl benoemd. Het zou later echter de Goju-ryu stijl van zijn leerling Chojun Miyagi zijn, die wereldwijd bekend zou komen te staan, dit mede door de inspanningen van de Japanner Gogen Yamaguchi, die een fervent beoefenaar van het Goju-ryu karate was.
Bekende gezegden van Higaonna waren:
- Karate is niet bedoeld om mensen te bezeren, maar om de maatschappij te helpen
- Karate heeft techniek nodig en karate heeft een doel nodig
- In de vechtkunst is geestelijke verbetering belangrijk. Als in het leven iets je in de weg staat, ga er dan aan de andere kant er omheen.